# Mazzunno
Mazzunno è una frazione del comune di Angolo Terme, in bassa Val Camonica, provincia di Brescia.

## Geografia fisica

### Territorio
Mazzunno era nettamente separato da Angolo Terme dal torrente Dezzo. Un ponte di origini romane univa i due paesi. La strada continuava per la località Prave ed arrivava alle miniere del ferro di Schilpario conosciute fin nella antichità. 

## Storia
Di proprietà della famiglia Federici, nel 1410 viene confiscato da Pandolfo Malatesta e dato al fedele Comicino Federici.
Il 10 settembre 1445 la riscossione delle decime viene concessa ai Vicini di Mazzunno, ma vent'anni dopo viene investito a Leonardo fu Obertino Federici.
Nel 1846 Mazzunno, assieme al comune di Angolo, posto amministrativamente in provincia di Bergamo, chiede di tornare in provincia di Brescia.
Il 1º dicembre 1923 il disastro del Gleno comportò ingenti danni al paese.
Nel 1928 con le leggi fasciste viene annesso al comune di Angolo. 
Feudatari locali
Famiglie che hanno ottenuto l'infeudazione vescovile dell'abitato:
| Famiglia | Stemma | Periodo |
| Federici |        |         |

## Monumenti e luoghi d'interesse
Antica casa di proprietà Federici riportata alla luce in seguito all'allargamento della strada comunale con affreschi, stemma Federici ed opere lignee. Ora proprietà comunale destinata agli artisti.

### Architetture religiose
Le chiese di Mazzunno sono:
- Parrocchiale di S. Giacomo, del secolo XVII, la pala d'altare è del Palma il Giovane.
- Cappella dei Morti, dedicata a S. Rocco, edificio del quattrocento ampliato nel seicento internamente dipinta da Pietro da Cemmo.
- Chiesetta medievale di Prave 1152 metri di altezza.

## Società
Società degli Antichi Originari.

### Tradizioni e folclore
Gli scütüm sono nei dialetti camuni dei soprannomi o nomiglioli, a volte personali, altre indicanti tratti caratteristici di una comunità. Quello che contraddistingue gli abitanti di Mazzunno è Taèle.